# 経済工学
経済工学（けいざいこうがく）とは、学問の一つであり、現代社会が直面している経済的な事柄に関する諸問題を数理的・計量的な分析を試みることによって解決・改善するという形で社会に貢献することを目的としている。